# Ixhuatlán del Café (municipalité)
La municipalité de Ixhuatlán del Café est l'une des 212 municipalités de l'État de Veracruz, et est située dans la partie centrale de cet État. Elle se situe à l'ouest du golfe du Mexique, sur les contreforts de la chaîne de montagnes de la Sierra Madre orientale, dans la vallée du fleuve Río Jamapa. Son chef-lieu est la ville éponyme de Ixhuatlán del Café. Elle dépend de la région administrative de Las Montañas, qui est une des 10 subdivisions administratives de l'État de Veracruz.

## Géographie
La municipalité de Ixhuatlán del Café s'étend d'ouest en est dans le vallée du fleuve Río Jamapa, qui forme brièvement sa frontière nord-ouest en entrant sur son son territoire, la traverse pour partie, avant de former un ample coude vers le nord, puis servir à nouveau de limite administrative au nord-est. Assise sur le massif montagneux de la Sierra Madre orientale, son altitude oscille entre 800 et 1900 mètres, et comprend trois sommets : le Cerro la Pena, le Cerro los Límones et le Cerro el Potrero, tous trois situés dans la partie occidentale de son territoire. Son chef-lieu, la ville éponyme de Ixhuatlán del Café, se trouve près de ses confins occidentaux, au sud du fleuve Río Jamapa. Son territoire couvre une superficie de 129,5 km2, et était peuplé en 2020 de 23 132 habitants, pour une densité de 178,6 habitants par km2.
La municipalité est limitrophe au nord de celle de Huatusco, à l'ouest de celles de Coscomatepec et de Tomatlán, au sud-ouest de celle de Córdoba, au sud de celle de Amatlán de los Reyes, et à l'est de celles de Atoyac et de Tepatlaxco.

## Composition et démographie
La municipalité était composée en 2020 de 32 localités, dont 2 étaient considérées comme urbaines, les autres étant rurales.
| Localité             | Population |
| -------------------- | ---------- |
| Ixhuatlán del Café   | 6946       |
| Tlamatoca Potrerillo | 3071       |
| Ocotitlán            | 2376       |
| Presidio             | 2368       |
| Ixcatla              | 1342       |
| Reste des localités  | 7029       |
| Total population     | 23 132     |

En plus de l'espagnol, plusieurs langues amérindiennes sont parlées dans la municipalité, dont les principales sont par ordre d'importance : le nahuatl et dans une moindre mesure le zapotèque et le chinantèque.

## Histoire
Le chef-lieu s'est longtemps appelé Ixhuatlán-Córdoba. Un décret de 1956 l'éleva au rang de ville.

## Économie

### Agriculture et élevage
La superficie des parcelles semées représentait en 2019 une surface totale de 7736 hectares, parmi lesquels 6160 étaient voués à la culture du caféier, 760 hectares étaient voués à la culture du maïs, et 552 hectares étaient voués à la production de feuilles de bananier.
En 2020, la production de viande par tonnes comprenait 21,9 tonnes de viande bovine, 128,6 tonnes de viande porcine, 1,8 tonne de viande ovine, 0,3 tonne de viande caprine, 2012,3 tonnes de volailles, et 2,5 tonnes de dinde. La superficie vouée à l'élevage représentait alors 98 hectares.